# 린든 B. 존슨가

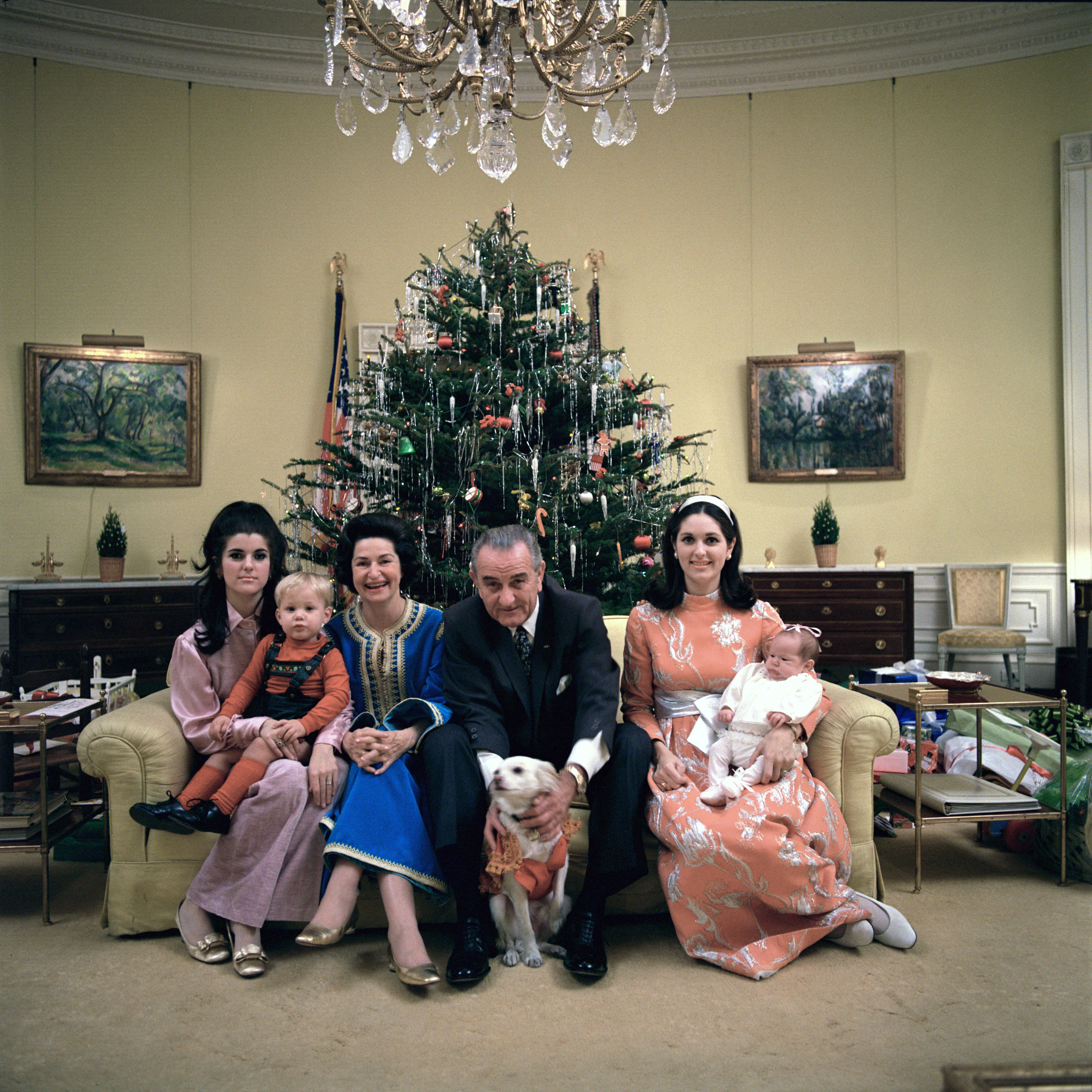
린든 B. 존슨가

린든 B. 존슨가(영어: Lyndon B. Johnson Family)는 미국의 36대 대통령(1963–1969)인 린든 B. 존슨과 미국의 세컨드 레이디(1961–1963)이자 미국의 영부인(1963–1969)인 그의 부인 레이디 버드 존슨과 관련된 미국의 정치 가족이다. 그들의 직계 가족은 1963년부터 1969년까지 미국의 퍼스트 패밀리였다. 그들은 또한 린든 B. 존슨이 부통령이었던 1961년부터 1963년까지 미국의 두 번째 패밀리로 일했다.